# Лауко
Лауко (итал. Lauco) је насеље у Италији у округу Удине, региону Фурланија-Јулијска крајина.
Према процени из 2011. у насељу је живело 290 становника. Насеље се налази на надморској висини од 741 м.

## Становништво
Према резултатима пописа становништва 2011. у општини је живело 784 становника.
| 1936. | 1951. | 1961. | 1971. | 1981. | 1991. | 2001. | 2011. |
| ----- | ----- | ----- | ----- | ----- | ----- | ----- | ----- |
| 2.497 | 2.529 | 2.127 | 1.746 | 1.472 | 1.114 | 877   | 784   |